# ساگا گارذارشتوتیر
ساگا گارذارشتوتیر (ایسلندی: Saga Garðarsdóttir؛ زادهٔ ۶ اوت ۱۹۸۷) بازیگر، فیلم‌نامه‌نویس، خواننده و کمدین اهل ایسلند است.
وی دانش آموختهٔ دانشگاه هنر ایسلند است.
از فیلم‌هایی که وی در آن‌ها نقش داشته‌است، می‌توان به زن مبارز اشاره نمود.